# Giorgio Doria Pamfilj Landi
Giorgio Doria Pamphilj Landi (17 de novembro de 1772 - 16 de novembro de 1837) foi um cardeal da Igreja Católica Romana .
Ele nasceu em Roma , Itália, na proeminente família genovesa de Doria-Pamphili-Landi. Ele era parente distante do Papa Inocêncio X (1574-1655). Era sobrinho dos Cardeais Antonio Maria Doria Pamphilj (1785) e José Maria Dória Pamphili (1785). Outros cardeais da família Doria foram Girolamo Doria (1529), Giovanni Doria (1604); Sinibaldo Doria (1731); e Giorgio Doria (1743). Da família Pamphilj estavam os cardeais Girolamo Pamphilj (1604); Camillo Francesco Maria Pamphilj (1644); e Benedetto Pamphilj, OSIo.Hieros. (1681)
O jovem Giorgio foi ordenado sacerdote pela primeira vez em 17 de novembro de 1804. Ele foi elevado pelo Papa Pio VII a Cardeal In pectore em 8 de março de 1816, e não foi elevado ao cargo até 22 de julho de 1816. Ele foi nomeado Prefeito do Sagrado Congregação de Ritos em 1771. Ele participou do conclave de 1823, 1829 e 1830-1831.